# Demolidor (revista em quadrinhos)
Demolidor foi uma publicação mensal de Histórias em Quadrinhos, originalmente publicadas pela editora norte-americana Marvel Comics, distribuídas no Brasil pela Editora Panini. Diferente das edições americanas, que são todas publicadas individualmente, é costume no Brasil lançar as séries nos chamados "mix", contendo diversas edições originais em cada edição nacional. A série Demolidor teve mais de uma encarnação no Brasil, sendo a última publicada pela Panini.

## Publicação pela EBAL

### O Demolidor (1969-1972)
Os direitos de publicação do Demolidor no Brasil são comprados pela EBAL (Editora Brasil América Ltda) em 1969 - e são publicados 31 números em preto e branco de 1969 a 1972, dos quais 28 números mensais - do #1 ao #28 - e 3 números bimensais - do #29 ao #31. Nos primeiros números da revista há a estréia do Quarteto Fantástico como personagens complementares, com publicação em ordem cronológica obedecendo a revista original. A conclusão da história do número 31 de "O Demolidor" (1972) na EBAL é publicada em Homem-Aranha (1975) #70.
2. O título "O Demolidor" é encerrado, as vendas despencam mas o título do Homem-Aranha é um sucesso e a conclusão da história do número 31 de "O Demolidor" (1972) na EBAL é publicada em

## Publicação pela GEA

### Defensor Destemido (1972)
1972. Os direitos do personagem passam para o G.E.A. (Grupo de Editores Associados) com proposta revolucionária de material similar ao publicado nos EUA, cores, papel, de muita qualidade. O G.E.A. prefere chamar o herói de "Defensor Destemido". O grupo pede falência em apenas um ano. São lançados apenas 3 números.

## Publicação pela Bloch Editores

### Super Bloquinho Apresenta: Demolidor (1975-1976)
A Bloch Editores assume o título lançando a revista "Super Bloquinho Apresenta: Demolidor", em formatinho, de fevereiro de 1975 a junho de 1976. 15 números são publicados mas, infelizmente, ao invés de retomar a cronologia do ponto de parada do título "Defensor Destemido" (G.E.A.) a editora relança histórias a partir do #1, mas em cores e em papel especial.

## Publicação pela RGE

### Almanaque Marvel (1979-1982)
A RGE assume uma parte das publicações Marvel no Brasil, a partir de 1979, sem dar grande atenção ao Demolidor. O personagem teve algumas histórias publicadas em Almanaque Marvel, até ser licenciado pela Abril em 1982.

## Publicação pela Editora Abril

### Superaventuras Marvel (1982-1997)
Novamente o Demolidor muda de editora e passa a ser publicado pela editora Abril Jovem, onde jamais teve título próprio, embora tenha tido posição de destaque em Superaventuras Marvel até seu cancelamento em fevereiro de 1997, na edição 176. Durante todo esse período, o Demolidor foi sem dúvida alguma o carro-chefe da publicação.
A fase do Frank Miller no título do Demolidor ocorreu nesse título.

### Grandes Heróis Marvel (2000-2001)
Com o cancelamento de Superaventuras Marvel, o Demolidor passa a compor, junto com outros heróis, o mix das revistas Marvel 97, Marvel 98, Marvel 99 e Marvel 2000. Com as reformulações editorais propiciadas pela editora Abril que resultou na Série Premium,revistas de capa cartonada, papel especial, formato americano (17 cm x 26 cm) e 160 páginas cada. o Demolidor começou a ser publicado em Grandes Heróis Marvel.

## Publicação pela Panini Comics

### Marvel 2002 (2002)
A editora Panini desbanca a editora Abril e passa a ter o direito de publicação de todos os heróis Marvel, com isso, o Demolidor passa a ser publicado em 2002 na revista Marvel 2002, não sendo incluído no mix de Marvel 2003, pois com o cancelamento de Paladinos Marvel a Panini cria as revistas Hulk & Demolidor e Justiceiro & Elektra.

### Hulk & Demolidor (2003-2004)
Desde a fase da Bloch que o Demolidor não tinha um título próprio no Brasil, e em Hulk & Demolidor o Homem Sem Medo dava sinais de que poderia vir a ter um título próprio novamente no Brasil. Após 12 edições da revista Hulk & Demolidor é cancelada, e o Demolidor passa a ter título próprio no Brasil, a partir de fevereiro de 2004.

### Demolidor (2004-2006)
O novo título, que também passou a abrigar as séries anteriormente publicadas em Justiceiro & Elektra, dura 35 edições e é cancelado em dezembro de 2006. O Demolidor então passa a fazer parte do mix da revista Marvel Action, em publicação até o presente momento. As demais séries em publicação  (Black Panther e Punisher MAX) são distribuídas entre os títulos Marvel Action e Marvel MAX, respectivamente.

#### Séries
- Black Panther (#29-#34)
- Bullseye: Greatest Hits (#19-#23)
- Daredevil (#01-#28; #30-#35)
- Daredevil vs. Punisher (#24-#29)
- Elektra (#01-#13)
- Elektra: The Hand (#14-#18)
- Punisher (#01-#13)
- Punisher MAX (#14-#32)

#### Edições
| Edição nacional | História 1        | História 2                  | História 3        | História 4    | Data de publicação |
| --------------- | ----------------- | --------------------------- | ----------------- | ------------- | ------------------ |
| #01             | Daredevil #38     | Punisher #24                | Elektra #23       |               | fev 04             |
| #02             | Daredevil #39     | Punisher #25                | Elektra #24       |               | mar 04             |
| #03             | Daredevil #40     | Punisher #26                | Elektra #25       |               | abr 04             |
| #04             | Daredevil #41     | Punisher #28                | Elektra #26       |               | mai 04             |
| #05             | Daredevil #42     | Punisher #29                | Elektra #27       |               | jun 04             |
| #06             | Daredevil #43     | Punisher #30                | Elektra #28       |               | jul 04             |
| #07             | Daredevil #44     | Punisher #31                | Elektra #29       |               | ago 04             |
| #08             | Daredevil #45     | Punisher #32                | Elektra #30       |               | set 04             |
| #09             | Daredevil #46     | Punisher #33                | Elektra #31       |               | out 04             |
| #10             | Daredevil #47     | Elektra #32                 | Punisher #34      |               | nov 04             |
| #11             | Daredevil #48     | Punisher #35                | Elektra #33       |               | dez 04             |
| #12             | Daredevil #49     | Punisher #36                | Elektra #34       |               | jan 05             |
| #13             | Daredevil #50     | Elektra #35                 | Punisher #37      |               | fev 05             |
| #14             | Daredevil #56     | Elektra: The Hand #01       | Punisher MAX #01  |               | mar 05             |
| #15             | Daredevil #57     | Elektra: The Hand #02       | Punisher MAX #02  |               | abr 05             |
| #16             | Daredevil #58     | Elektra: The Hand #03       | Punisher MAX #03  |               | mai 05             |
| #17             | Daredevil #59     | Elektra: The Hand #04       | Punisher MAX #04  |               | jun 05             |
| #18             | Daredevil #60     | Elektra: The Hand #05       | Punisher MAX #05  |               | jul 05             |
| #19             | Daredevil #61     | Bullseye: Greatest Hits #01 | Punisher MAX #06  |               | ago 05             |
| #20             | Daredevil #62     | Bullseye: Greatest Hits #02 | Punisher MAX #07  |               | set 05             |
| #21             | Daredevil #63     | Bullseye: Greatest Hits #03 | Punisher MAX #08  |               | out 05             |
| #22             | Daredevil #64     | Bullseye: Greatest Hits #04 | Punisher MAX #09  |               | nov 05             |
| #23             | Daredevil #65     | Bullseye: Greatest Hits #05 | Punisher MAX #10  |               | dez 05             |
| #24             | Daredevil #66     | Daredevil vs. Punisher #01  | Punisher MAX #11  |               | jan 06             |
| #25             | Daredevil #67     | Daredevil vs. Punisher #02  | Punisher MAX #12  |               | fev 06             |
| #26             | Daredevil #68     | Daredevil vs. Punisher #03  | Punisher MAX #13  |               | mar 06             |
| #27             | Daredevil #69     | Daredevil vs. Punisher #04  | Punisher MAX #14  |               | abr 06             |
| #28             | Daredevil #70     | Daredevil vs. Punisher #05  | Punisher MAX #15  |               | mai 06             |
| #29             | Black Panther #01 | Daredevil vs. Punisher #06  | Punisher MAX #16  |               | jun 06             |
| #30             | Daredevil #71     | Black Panther #02           | Punisher MAX #17  |               | jul 06             |
| #31             | Daredevil #72     | Black Panther #03           | Punisher MAX #18  |               | ago 06             |
| #32             | Daredevil #73     | Black Panther #04           | Black Panther #05 |               | set 06             |
| #33             | Daredevil #74     | Daredevil #75               | Black Panther #06 |               | out 06             |
| #34             | Daredevil #76     | Daredevil #77               | Black Panther #07 |               | nov 06             |
| #35             | Daredevil #78     | Daredevil #79               | Daredevil #80     | Daredevil #81 | dez 06             |

### Marvel Action (2007-2009)
Mais uma vez sem título próprio no país, o Demolidor passa a ser publicado regularmente em Marvel Action, a partir de janeiro de 2007. Sua presença, entretanto, não salva a revista do cancelamento, em outubro de 2009, encerrando sua participação no título e passando a ser publicado em Universo Marvel.

### Universo Marvel (2009-presente)
Com o cancelamento de Marvel Action, o Demolidor passa a ser publicado regularmente em Universo Marvel, a partir de novembro de 2009.